# Scoteanax rueppellii
Scoteanax rueppellii là một loài động vật có vú trong họ Dơi muỗi, bộ Dơi. Loài này được Peters mô tả năm 1866.

## Hình ảnh

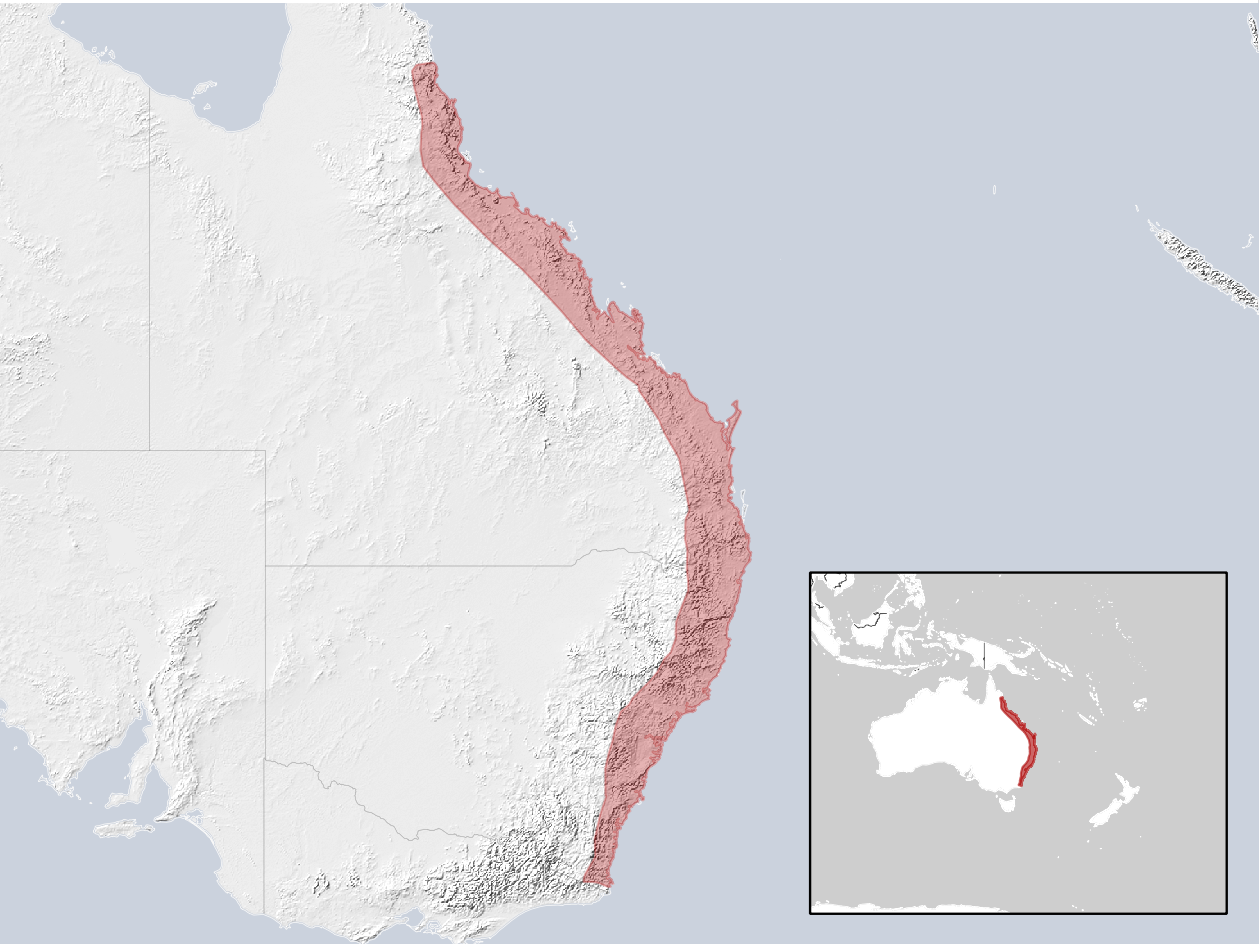